# ランベール・マサール
ジョゼフ・ランベール・マサール（Joseph Lambert Massart, 1811年7月19日 - 1892年2月13日）は、ベルギーのヴァイオリニスト。
マサールは体系的ビブラートの創始者として位置づけられており、ロドルフ・クレゼールから受けた教えを基に『クレゼールの練習曲集における機能芸術』と題して412の運指法と運弓法を記した補遺を編纂した。また弦楽四重奏の奏者としても秀でていた彼は多くの優れた室内楽演奏会を催しており、1843年5月23日にはフランツ・リストとベートーヴェンの『クロイツェル・ソナタ』の演奏で共演している。

## 生涯
マサールはリエージュに生まれた。彼に最初の音楽教育を授けたのは父のジョゼフ・マリーで、その後ガイヤールの門弟だった父の兄のジャン＝ジョゼフからも手ほどきを受けた。伯父が死去したことに伴い彼が教えを受けることになったアンブロワーズ・デラヴー（Ambroise Delaveux）は、マサールがパリ音楽院に通うための奨学金をリエージュの地元当局から獲得したが、マサールがフランス国籍を持たなかったためにルイジ・ケルビーニは彼の入学を許可しなかった。その後、マサールはロドルフ・クレゼールとその弟のオーギュスト・クレゼールの愛弟子として庇護を受けることになる。オーギュストはロドルフの死後、跡を継いで音楽院の教授に就任した人物である。
オランダ国王ウィレム1世の後押しがあったにもかかわらず、外国籍のマサールがパリ音楽院に入学を許されたのは1829年になってからであった。その後、1843年に音楽院でヴァイオリンの教授に任用された彼は以降47年間にわたって教職を務めた。彼の門下からはフリッツ・クライスラー、ウジェーヌ・イザイ、レオン・レニエ、ヘンリク・ヴィエニャフスキ、アルフレ・ド・セヴ、チャールズ・マーティン・レフラー、マルタン・ピエール・マルシックなどが輩出している。
マサールはパリに没した。

## 関連書物
- Cutter, Benjamin: How to Study Kreutzer: A Handbook for the Daily Use of Violin Teachers and Students インターネットアーカイブ